# Beta
Beta (maiuscolo Β, minuscolo β o ϐ) è la seconda lettera dell'alfabeto greco. È una consonante bilabiale occlusiva di timbro sonoro. Non va confusa con l'eszett ß, lettera dell'alfabeto tedesco, che rappresenta una sibilante sorda e che può essere, in mancanza del carattere adeguato, sostituita con ss.
Beta era, nel sistema numerico dei Greci di età ellenistica, il segno usato per il numero 2, se accompagnato da un apice in alto a destra, 2 000 se accompagnato da un apice in basso a sinistra, e 20 000 se accompagnato da una dieresi (nei papiri si può trovare il numero anche con una lineetta orizzontale al di sopra della lettera).
Il nome deriva dalla parola beth, in fenicio "casa": infatti la forma della lettera maiuscola B richiama le volte di una casa, con una rotazione di 90°.
La pronuncia della lettera:
- in greco antico corrisponde a una consonante occlusiva bilabiale sonora: [b].
- in greco moderno corrisponde a una consonante fricativa labiodentale sonora: [v].

## Gli usi

### In fisica
Il decadimento beta è un tipo di decadimento radioattivo.

### In fonetica
[β] è il simbolo usato nell'alfabeto fonetico internazionale per indicare una consonante fricativa bilabiale sonora.

### In informatica
- BETA è un linguaggio di programmazione object oriented.
- Il Beta testing è una fase di prova e collaudo di un software con lo scopo di trovare errori.

### In campo finanziario
Il beta è il simbolo del coefficiente angolare della retta di regressione dei rendimenti del titolo rispetto al suo mercato di riferimento. Significato di beta:
- = 1 il titolo è neutrale, si muove come il mercato
- > 1 il titolo è aggressivo,
- < 1 il titolo è difensivo.